# Screen Actors Guild Awards 2025

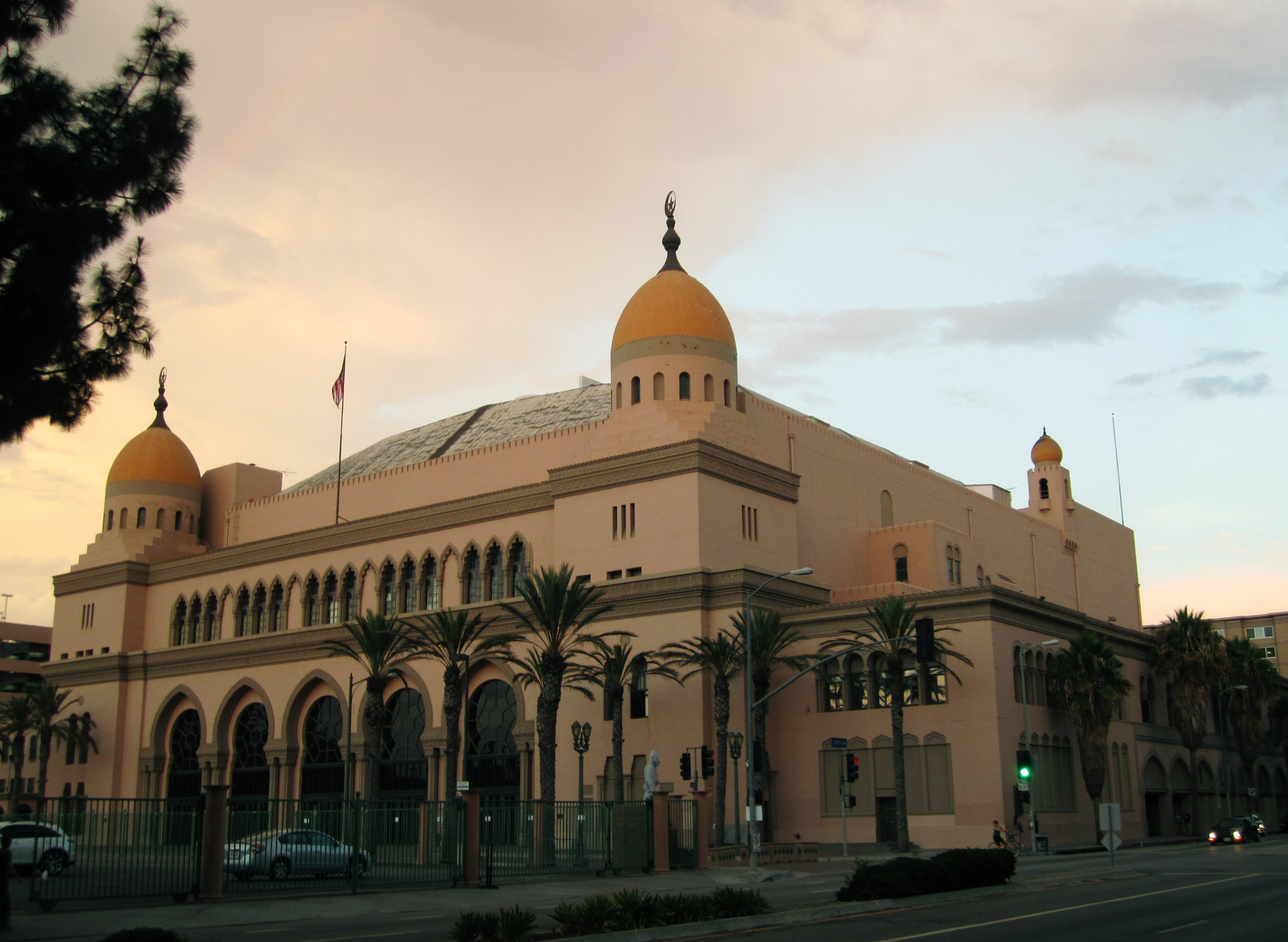
Das Shrine Auditorium, Veranstaltungsort der Screen Actors Guild Awards 2025

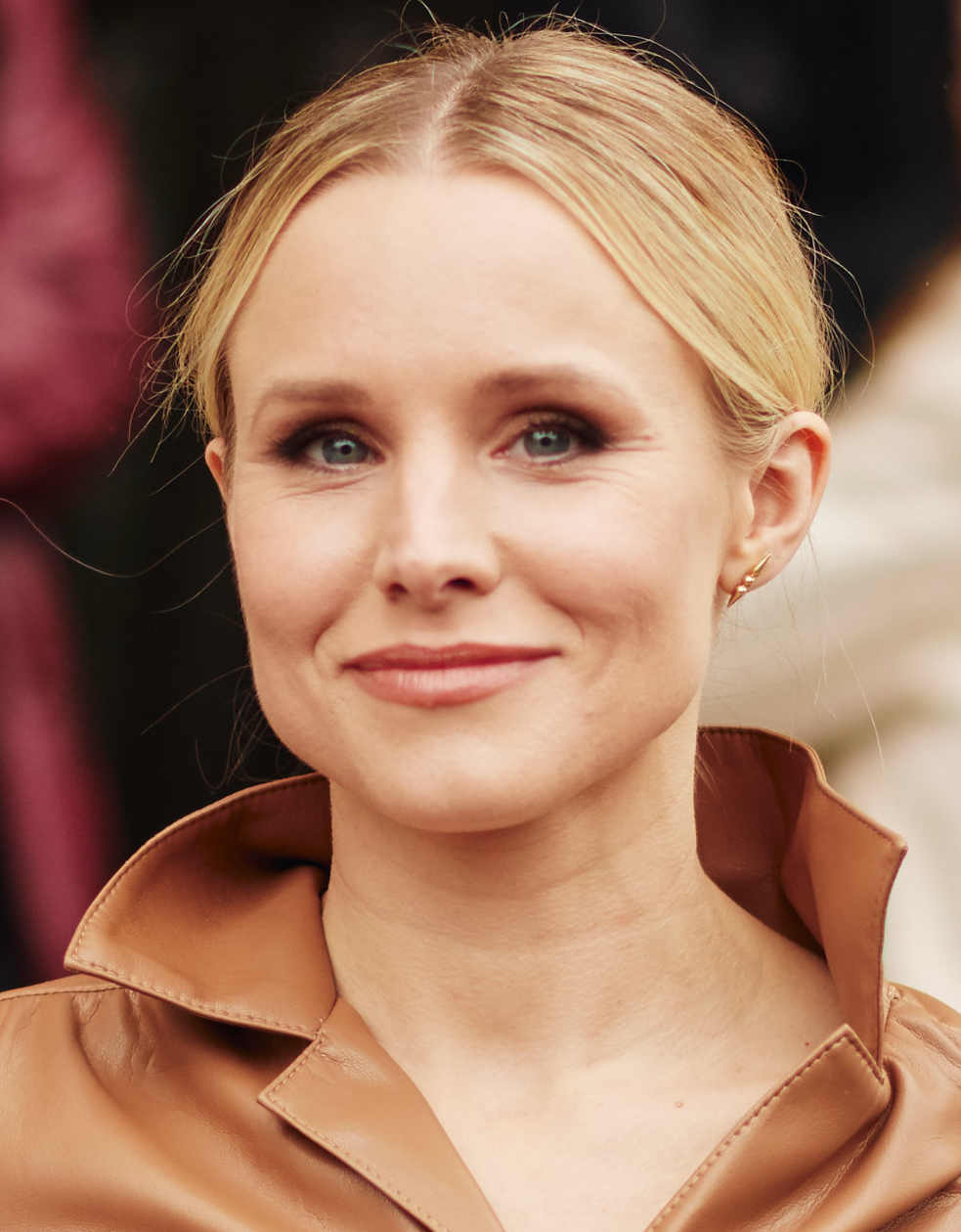
Moderatorin Kristen Bell (2020)

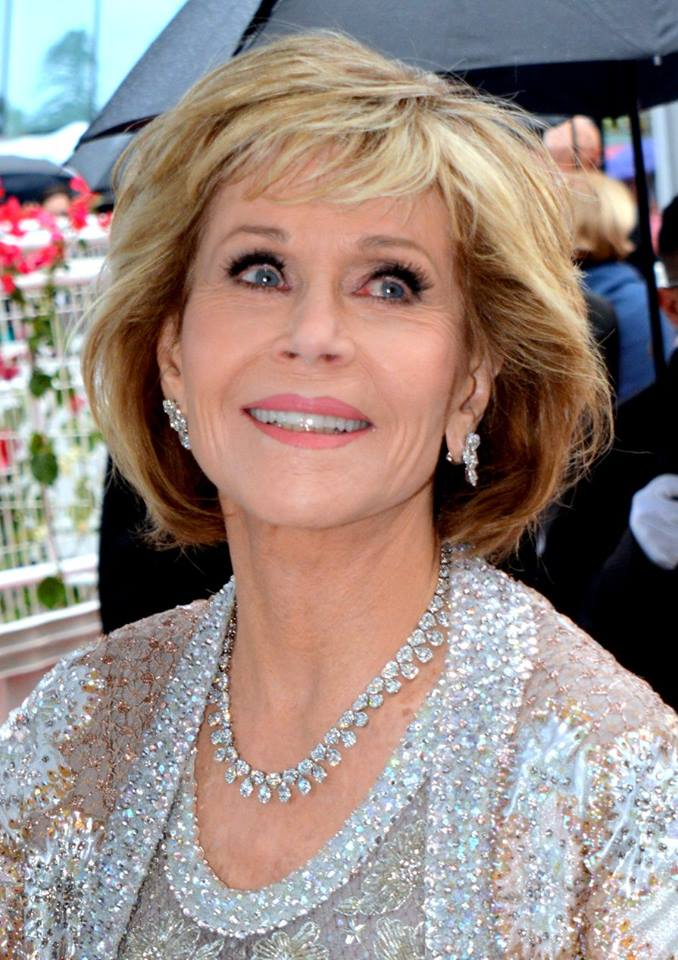
Ehrenpreisträgerin Jane Fonda (2018)

Die 31. Verleihung der US-amerikanischen Screen Actors Guild Awards (englisch 31st Screen Actors Guild Awards), die die Screen Actors Guild (seit 2013 SAG-AFTRA) jedes Jahr in den Bereichen Film (6 Kategorien) und Fernsehen (9 Kategorien) vergibt, fand am 23. Februar 2025 im Shrine Auditorium in Los Angeles statt. Die so genannten SAG Awards ehrten, im Gegensatz beispielsweise zum Golden Globe Award, nur Film-, Fernseh- und Ensembleschauspieler sowie Stuntleute und gelten als Gradmesser für die bevorstehende Oscar-Verleihung. Gekürt werden die Sieger von den Mitgliedern der Screen Actors Guild, der man angehören muss, um in den Vereinigten Staaten als Schauspieler zu arbeiten. Die Verleihung wurde erneut live vom Streaminganbieter Netflix übertragen. Als Moderatorin führte zum zweiten Mal nach 2018 die Schauspielerin Kristen Bell durch die Verleihung.
Die Nominierten wurden am 8. Januar 2025 bekanntgegeben. Ursprünglich sollten die Nominierungen feierlich unter anderem durch die Schauspieler Joey King und Cooper Koch verkündet werden. Aufgrund der verheerenden Waldbränden in der Region von Los Angeles wurde aber darauf verzichtet.
Für ihr Lebenswerk wurde die US-amerikanische Schauspielerin Jane Fonda gewürdigt, die zuvor nie eine regulär vergebenen SAG Award gewonnen hatte.

## Hintergrund

### Nominierungsverfahren
Von Ende August bis Ende Oktober 2024 können Vorschläge für eine Nominierung online eingereicht werden. Mit der Erlaubnis des Schauspielers konnten Produzenten, Studios/Netzwerke, Agenten, Manager oder Publizisten eine Film- oder Fernsehdarbietung zur Prüfung in einer Kategorie nach Wahl des Schauspielers einreichen. Darsteller konnten sich auch selbst für eine Nominierung vorschlagen. Die Produktionen mussten zwischen dem 1. Januar und 31. Dezember 2024 veröffentlicht worden sein. Mit über 119.000 Wahlberechtigten (Stand: April 2024) bildet die Schauspieler- und Radiokünstlergewerkschaft SAG-AFTRA die größte Personengruppe während der nordamerikanischen Filmpreissaison, an deren Ende die Oscarverleihung steht. Bei der Verleihung 2024 waren drei von vier prämierten Kinodarstellern auch später mit dem Oscar ausgezeichnet worden, während der Preis für das beste Filmensemble mit Oppenheimer übereinstimmte, dem Gewinner der Oscar-Kategorie für den besten Film.

### Produktion der Fernsehshow
Wie im Vorjahr wurde die Preisverleihung per Live Stream vom Streaminganbieter Netflix übertragen. Als Produzent trat erneut das Unternehmen Silent House Productions in Erscheinung, das zuvor unter anderem den erfolgreichen Konzertfilm Taylor Swift: The Eras Tour (2023) produziert hatte. Als Executive Producer fungierten Jon Brockett, Baz Halpin, Mark Bracco und Linda Gierahn.

## Gewinner und Nominierte im Bereich Film
| Film                    | N | A |
| ----------------------- | - | - |
| Wicked                  | 5 | 0 |
| Like A Complete Unknown | 4 | 1 |
| Emilia Pérez            | 3 | 1 |
| Anora                   | 3 | 0 |
| Konklave                | 2 | 1 |
| The Last Showgirl       | 2 | 0 |

### Bester Hauptdarsteller
Timothée Chalamet – Like A Complete Unknown (A Complete Unknown)
- Adrien Brody – Der Brutalist (The Brutalist)
- Daniel Craig – Queer
- Colman Domingo – Sing Sing
- Ralph Fiennes – Konklave (Conclave)

### Beste Hauptdarstellerin
Demi Moore – The Substance
- Pamela Anderson – The Last Showgirl
- Cynthia Erivo – Wicked
- Karla Sofía Gascón – Emilia Pérez
- Mikey Madison – Anora

### Bester Nebendarsteller
Kieran Culkin – A Real Pain
- Jonathan Bailey – Wicked
- Juri Borissow – Anora
- Edward Norton – Like A Complete Unknown (A Complete Unknown)
- Jeremy Strong – The Apprentice – The Trump Story (The Apprentice)

### Beste Nebendarstellerin
Zoë Saldaña – Emilia Pérez
- Monica Barbaro – Like A Complete Unknown (A Complete Unknown)
- Jamie Lee Curtis – The Last Showgirl
- Danielle Deadwyler – The Piano Lesson
- Ariana Grande – Wicked

### Bestes Schauspielensemble in einem Film
Konklave (Conclave)

Sergio Castellitto, Ralph Fiennes, John Lithgow, Lucian Msamati, Isabella Rossellini und Stanley Tucci
- Anora
- Juri Borissow, Mark Eidelschtein, Karren Karagulian, Mikey Madison, Alexei Serebrjakow und Watsche Towmasjan

- Like A Complete Unknown (A Complete Unknown)
- Monica Barbaro, Norbert Leo Butz, Timothée Chalamet, Elle Fanning, Dan Fogler, Will Harrison, Eriko Hatsune, Boyd Holbrook, Scott McNairy, Big Bill Morganfield und Edward Norton

- Emilia Pérez
- Karla Sofía Gascón, Selena Gomez, Adriana Paz und Zoë Saldaña

- Wicked
- Jonathan Bailey, Marissa Bode, Peter Dinklage, Cynthia Erivo, Jeff Goldblum, Ariana Grande, Ethan Slater, Bowen Yang und Michelle Yeoh

### Bestes Stuntensemble in einem Film
The Fall Guy
- Deadpool & Wolverine
- Dune: Part Two
- Gladiator II
- Wicked

## Nominierte im Bereich Fernsehen
| Serie/Film                              | N | A |
| --------------------------------------- | - | - |
| Shōgun                                  | 5 | 4 |
| The Bear: King of the Kitchen           | 4 | 0 |
| The Penguin                             | 3 | 1 |
| Diplomatische Beziehungen               | 3 | 0 |
| Only Murders in the Building            | 2 | 2 |
| Hacks                                   | 2 | 1 |
| Rentierbaby                             | 2 | 1 |
| Abbott Elementary                       | 2 | 0 |
| Bridgerton                              | 2 | 0 |
| The Day of the Jackal                   | 2 | 0 |
| Disclaimer                              | 2 | 0 |
| Nobody Wants This                       | 2 | 0 |
| Shrinking                               | 2 | 0 |
| Slow Horses – Ein Fall für Jackson Lamb | 2 | 0 |

### Bester Darsteller in einem Fernsehfilm oder Miniserie
Colin Farrell – The Penguin
- Javier Bardem – Monster: Die Geschichte von Lyle und Erik Menendez (Monsters: The Lyle and Erik Menendez Story)
- Richard Gadd – Rentierbaby (Baby Reindeer)
- Kevin Kline – Disclaimer
- Andrew Scott – Ripley

### Beste Darstellerin in einem Fernsehfilm oder Miniserie
Jessica Gunning – Rentierbaby (Baby Reindeer)
- Kathy Bates – The Great Lillian Hall
- Cate Blanchett – Disclaimer
- Jodie Foster – True Detective
- Lily Gladstone – Under the Bridge
- Cristin Milioti – The Penguin

### Bester Darsteller in einer Dramaserie
Hiroyuki Sanada – Shōgun
- Tadanobu Asano – Shōgun
- Jeff Bridges – The Old Man
- Gary Oldman – Slow Horses – Ein Fall für Jackson Lamb (Slow Horses)
- Eddie Redmayne – The Day of the Jackal

### Beste Darstellerin in einer Dramaserie
Anna Sawai – Shōgun
- Kathy Bates – Matlock
- Nicola Coughlan – Bridgerton
- Allison Janney – Diplomatische Beziehungen (The Diplomat)
- Keri Russell – Diplomatische Beziehungen (The Diplomat)

### Bester Darsteller in einer Comedyserie
Martin Short – Only Murders in the Building
- Adam Brody – Nobody Wants This
- Ted Danson – Undercover im Seniorenheim (A Man on the Inside)
- Harrison Ford – Shrinking
- Jeremy Allen White – The Bear: King of the Kitchen (The Bear)

### Beste Darstellerin in einer Comedyserie
Jean Smart – Hacks
- Kristen Bell – Nobody Wants This
- Quinta Brunson – Abbott Elementary
- Liza Colón-Zayas – The Bear: King of the Kitchen (The Bear)
- Ayo Edebiri – The Bear: King of the Kitchen (The Bear)

### Bestes Schauspielensemble in einer Dramaserie
Shōgun

Shinnosuke Abe, Tadanobu Asano, Tommy Bastow, Takehiro Hira, Moeka Hoshi, Hiromoto Ida, Cosmo Jarvis, Hiroto Kanai, Yuki Kura, Takeshi Kurokawa, Fumi Nikaidō, Tokuma Nishioka, Hiroyuki Sanada und Anna Sawai
- Bridgerton
- Geraldine Alexander, Victor Alli, Adjoa Andoh, Julie Andrews, Lorraine Ashbourne, Simone Ashley, Jonathan Bailey, Joe Barnes, Joanna Bobin, James Bryan, Harriet Cains, Bessie Carter, Genevieve Chenneour, Dominic Coleman, Nicola Coughlan, Kitty Devlin, Hannah Dodd, Daniel Francis, Ruth Gemmell, Rosa Hesmondhalgh, Sesley Hope, Florence Hunt, Martins Imhangbe, Molly Jackson-Shaw, Claudia Jessie, Lorn Macdonald, Jessica Madsen, Emma Naomi, Hannah New, Luke Newton, Caleb Obediah, James Phoon, Vineeta Rishi, Golda Rosheuvel, Hugh Sachs, Banita Sandhu, Luke Thompson, Will Tilston, Polly Walker, Anna Wilson-Jones und Sophie Woolley

- The Day of the Jackal
- Khalid Abdalla, Jon Arias, Nick Blood, Úrsula Corberó, Charles Dance, Ben Hall, Chukwudi Iwuji, Patrick Kennedy, Puchi Lagarde, Lashana Lynch, Eleanor Matsuura, Jonjo O’Neill, Eddie Redmayne, Sule Rimi und Lia Williams

- Diplomatische Beziehungen (The Diplomat)
- Ali Ahn, Sandy Amon-Schwartz, Tim Delap, Penny Downie, Ato Essandoh, David Gyasi, Celia Imrie, Rory Kinnear, Pearl Mackie, Nana Mensah, Graham Miller, Keri Russell, Rufus Sewell, Adam Silver und Kenichiro Thomson

- Slow Horses – Ein Fall für Jackson Lamb (Slow Horses)
- Ruth Bradley, Tom Brooke, James Callis, Christopher Chung, Aimee-Ffion Edwards, Rosalind Eleazar, Sean Gilder, Kadiff Kirwan, Jack Lowden, Gary Oldman, Jonathan Pryce, Saskia Reeves, Joanna Scanlan, Kristin Scott Thomas, Hugo Weaving, Naomi Wirthner und Tom Wozniczka

### Bestes Schauspielensemble in einer Comedyserie
Only Murders in the Building

Michael Cyril Creighton, Zach Galifianakis, Selena Gomez, Richard Kind, Eugene Levy, Eva Longoria, Steve Martin, Kumail Nanjiani, Molly Shannon und Martin Short
- Abbott Elementary
- Quinta Brunson, William Stanford Davis, Janelle James, Chris Perfetti, Sheryl Lee Ralph, Lisa Ann Walter und Tyler James Williams

- The Bear: King of the Kitchen (The Bear)
- Lionel Boyce, Liza Colón-Zayas, Ayo Edebiri, Abby Elliott, Edwin Lee Gibson, Corey Hendrix, Matty Matheson, Ebon Moss-Bachrach, Ricky Staffieri und Jeremy Allen White

- Hacks
- Rose Abdoo, Carl Clemons-Hopkins, Paul W. Downs, Hannah Einbinder, Mark Indelicato, Jean Smart und Megan Stalter

- Shrinking
- Harrison Ford, Brett Goldstein, Devin Kawaoka, Gavin Lewis, Wendie Malick, Lukita Maxwell, Ted McGinley, Christa Miller, Jason Segel, Rachel Stubington, Luke Tennie, Michael Urie und Jessica Williams

### Bestes Stuntensemble in einer Fernsehserie
Shōgun
- The Boys
- Fallout
- House of the Dragon
- The Penguin

## Preis für das Lebenswerk
Jane Fonda